# Куріння канабісу

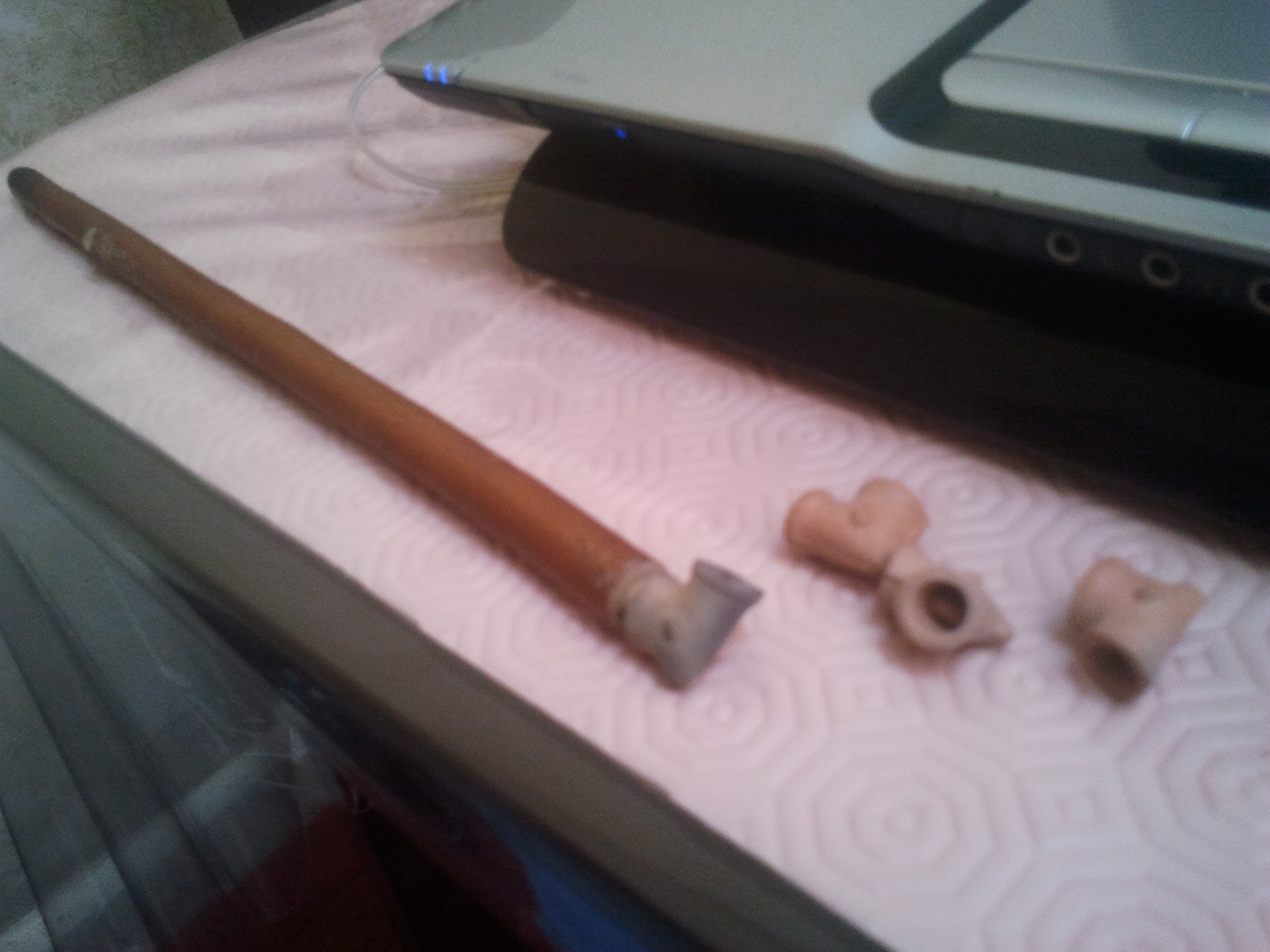
Мініатюрна люлька «Себсі», Марокко

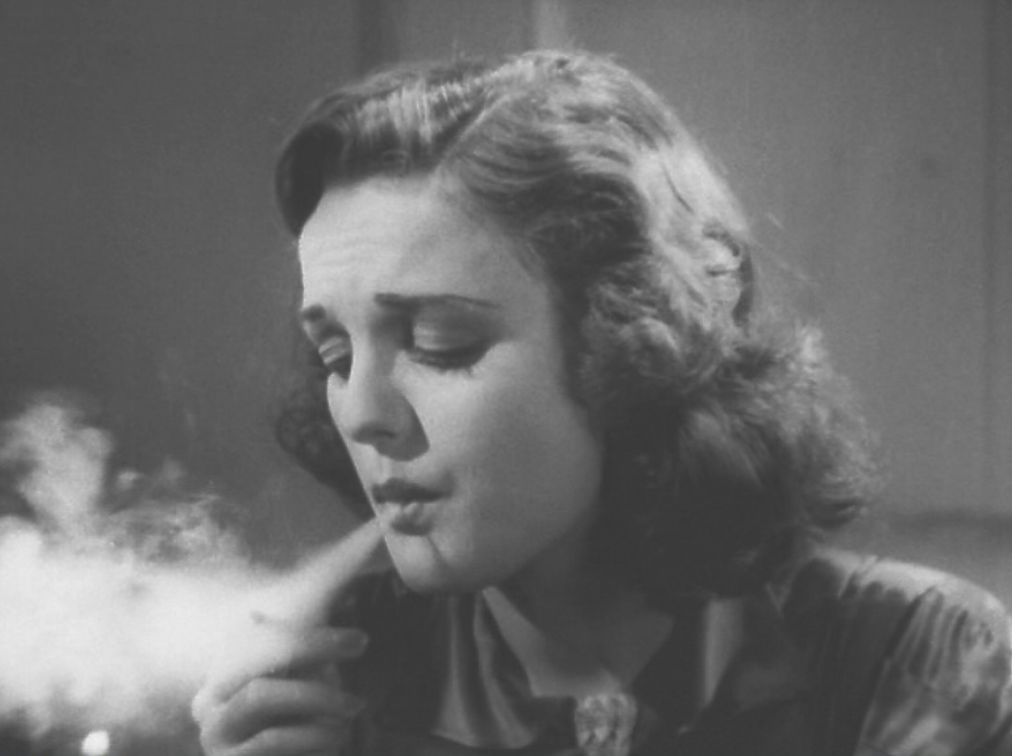
Мері Лейн у виконанні Дороті Шорт; кадр з фільму «Косякове безумство» (1936)

Куріння канабісу — вдихання парів, що утворюються при нагріванні суцвіття, листя, або екстракту конопель, відомих як марихуана. Під час куріння здебільшого вивільнюються тетрагідроканабінол (ТГК) — психоактивна хімічна складова конопель, що всмоктується в кров через легені.
Куріння канабісу заборонене законодавством більшості країн світу.

## Ризик розвитку раку
Дим марихуани був внесений до списку канцерогенів у Каліфорнії в 2009 році. Дим коноплі такий же багатий канцерогенами, як смола з тютюнового диму.
З 2012 року існують суперечливі дані про співвідношення збільшення захворюваності на рак легень і курінням конопель. Деякі дослідження показують, збільшилася захворюваність на рак, а інші ні. Але ці дослідження свідчать про підвищення поширеності передракових змін у дихальних шляхах курців.
У найбільшому дослідженні у своєму роді дослідники не знайшли зв'язку між раком та канабісом[неавторитетне джерело]. Дослідження, за участі великої вибірки населення (1200 осіб з легеневим, шийним або головним раком, і відповідні групи 1040 без раку) не знайшла зв'язок між курінням марихуани і підвищенням ризику раку легень, що може бути вірним для раку голови та раку шиї. Результати показують відсутність кореляції між довготривалим і короткочасним використання канабісу і раком, що вказує на можливий терапевтичний ефект. Широкі обстеження та деякі дослідження на тваринах показують, що THC або канабідіола має протипухлинні властивості або шляхом стимулювання запрограмованої загибелі генетично пошкоджених клітин, які можуть стати злоякісними, або шляхом обмеження розвитку кровопостачання, який живить пухлину, або через обидва механізми.